# دودلي س. كارتر
دودلي س. كارتر (بالإنجليزية: Dudley C. Carter)‏ هو نقاش خشب ‏ أمريكي، ولد في 6 مايو 1891، وتوفي في 7 أبريل 1992.